# Ponte Salario

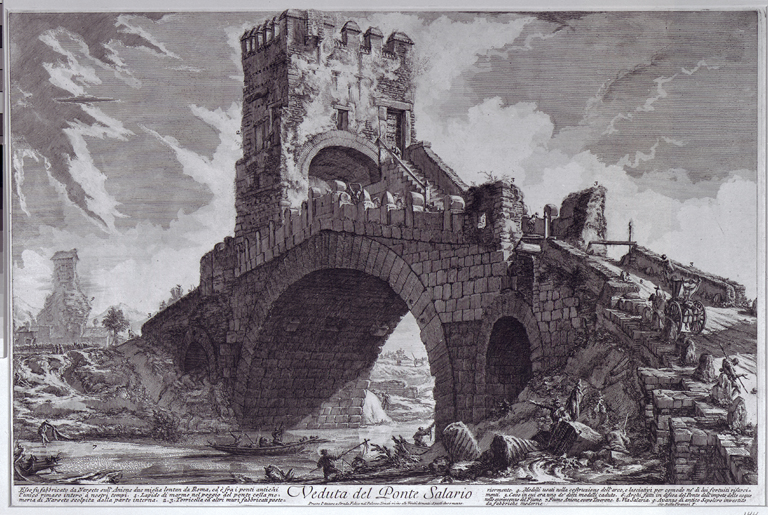
Podoba mostu zachycená Giovanni Battistou Piranesim mezi lety 1754–1760.

Ponte Salario (ve středověku nazývaný Ponte Salaro) je most v Římě v Itálii, jehož původ sahá do doby Římské říše. Leží vně městských hradeb asi 3 km severně od brány Porta Colllina v místě, kde Via Salaria překonávala řeku Aniene, přítok Tibery. U mostního oblouku se předpokládá vznik v průběhu 1. století př. Kr., tedy v první kamenné stavební fázi mostu.

## Historie
Během Gótských válek (535-554) byl hlavní mostní oblouk masivně poničen ostrogótským králem Totilou. Záhy byl však opraven Totilovým východořímským protivníkem Narsem a to v roce 565, který nechal průběh opravy písemně zaznamenat přímo na mostu (potkal jej mimochodem stejný osud jako nedaleký Ponte Nomentano). Most je 72 m dlouhý a 6,52 m široký, rozpětí hlavního oblouku činí 24,86 m.
Velká mostní věž byla patrně vybudována v 8. století, aby umožnila efektivnější kontrolu průchodu. Až do roku 1798 byl Ponte Salario díky častým opravám ve velmi dobrém stavu dokud však nebyl poničen Napoleonovými jednotkami, které zničily balustrádu (včetně antického popisu). V roce 1829 byla stržena středověká věž a v roce 1849 byl most zkrácen na 15 m francouzskými jednotkami sledujícími postup generála Garibaldiho. Svůj historický charakter ztratila stavba jednou provždy v roce 1867, kdy papežské jednotky vyhodily do vzduchu hlavní oblouk. Do současné podoby byl Ponte Salario přestavěn v roce 1874, přičemž silnice byla přidána v roce 1930.
Kromě Ponte Salario se dá z opevněných mostů přes řeku Aniene jmenovat ještě Ponte Nomentano, Ponte Mammolo (oba římského původu) a středověký most Ponte di San Francesco v Subiacu.